# ポール・ギルバート (俳優)
ポール・ギルバート（Paul Gilbert、1918年12月27日 - 1976年2月13日）は、アメリカ合衆国の俳優。

## 出演作品
- 夜の乗合自動車